# Julija Beniuševičiutė-Zymantienė
Julija Beniuševičiutė-Zymantienė (Bukanté, 4 de juny de 1845 - 23 de maig segons el calendari julià –Marijampolė, 7 de desembre de 1921) coneguda com a Julija Žemaitė, era una escriptora, concretament novel·lista lituana.
Se la considera una escriptora que feia servir la llengua popular de manera molt important, amb un estil realista i intuïtiu, per a descriure en les seves novel·les com era la vida rural del país.

## Obres
- 1894: Rudens vakarą (L'última tardor)
- 1898: Petras Kurmelis

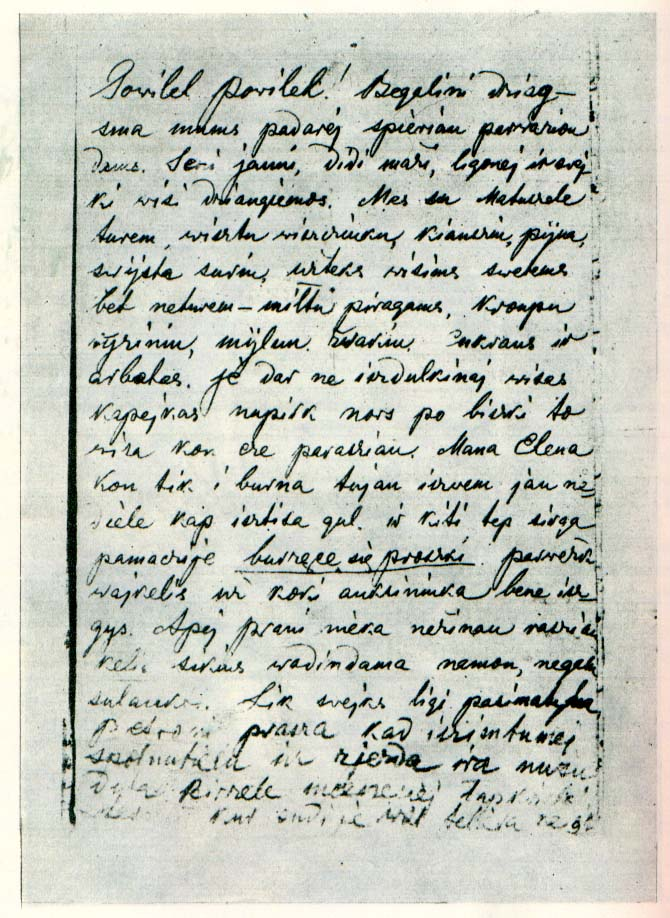
Notes de Žemaitė

- 1898: Sučiuptas velnias (El diable atrapat)
- 1902: Prie dvaro (Al bé)